# サイコミ
『サイコミ』は、2016年5月8日よりCygamesが運営するウェブコミック配信サイト・アプリケーション。創刊時のキャッチフレーズは「最高のマンガコンテンツを無料で毎日！」。
2018年11月29日に再創刊を行った。

## 分業システム
一般的な漫画制作と異なり、一部の作品では作画チームによる分業制を敷いている。Cygamesがもともとゲーム会社であることから、ゲーム制作における分業制のノウハウを利用しており、作家それぞれの得意分野に応じて作業を分担できたり、チーム内での上下関係がなく意見が言いやすいことなどがメリットになっている。

## 先読みとスペコン
それまで課金要素が一切無かったが、2018年11月29日の再創刊でコイン機能が追加された。コインは1日1回ガチャで入手するか、課金をすることで入手できる。コインは連載作品の先読みと、掲載作品と絡めた特別企画などを展開する機能「スペコン」で使用できる。先読みは最大2話先まで公開(一部は3話先)。スペコンとはスペシャルコンテンツの略で、おまけイラストや漫画、ショートノベル、音声コンテンツなどを配信している。2024年2月16日から2025年7月15日まで、一部の漫画の先読みはコインで読むか課金購入のみに更新。2025年7月16日以降、全ての漫画(一部を除く)はコインで読むか課金購入のみに更新。

## 連載作品

### 連載中
2025年8月19日現在連載中の作品。
| 作品名                                           | 作者（作画）    | 原作など                   | 開始日         | 更新   | 備考 |
| ------------------------------------------------ | --------------- | -------------------------- | -------------- | ------ | --- |
| 今どきの若いモンは                               | 吉谷光平        | －                         | 2018年4月7日   | 月曜日 | |
| TSUYOSHI 誰も勝てない、アイツには                | 丸山恭右        | Zoo（シナリオ） COMIC ROOM | 2018年11月29日 | 木曜日 | |
| Forward! ―フォワード!―                           | 吉田雄太        | －                         | 2018年12月9日  | 日曜日 | |
| 剣に焦ぐ                                         | 浅岡しゅく      | －                         | 2018年12月12日 | 水曜日 | |
| スリースター                                     | 加治佐修        | －                         | 2018年12月17日 | 月曜日 | |
| 異世界社長 魔王軍で成り上がる!                   | 都田彩人        | －                         | 2019年8月11日  | 日曜日 | |
| 異世界美少女受肉おじさんと                       | 池澤真 津留崎優 | －                         | 2019年11月18日 | 月曜日 | |
| 終の退魔師―エンダーガイスター―                   | 四方山貴史      | －                         | 2019年12月1日  | 日曜日 | 『VS EVIL』の続編                                                                                        |
| 私がわたしを売る理由                             | 夏子久          | －                         | 2022年3月22日  | 金曜日 | |
| バツイチがモテるなんて聞いてません               | 亀奈ゆう        | COMIC ROOM                 | 2022年9月11日  | 日曜日 | コミックシーモアと同時連載                                                                               |
| 売られた辺境伯令嬢は隣国の王太子に溺愛される     | 小椋あん        | COMIC ROOM                 | 2022年10月12日 | 水曜日 | コミックシーモアと8週遅れの連載                                                                          |
| ウマ娘 プリティーダービー うまむすめし           | 浅草九十九      | Cygames                    | 2023年3月1日   | 水曜日 | 2024年以降、隔週連載。2025年2月19日から6月18日まで、3週1回連載。2025年7月16日以降、2週～1ヶ月の1回連載。 |
| すきだから、だよ                                 | 山口えいと      | -                          | 2023年3月21日  | 火曜日 | |
| クレイジーラン                                   | 蒼井ミハル      | COMIC ROOM                 | 2023年8月9日   | 水曜日 | |
| 放課後H研究会                                    | ナカシマ        | -                          | 2023年11月23日 | 木曜日 | |
| ロストエンド                                     | 春川やまめ      | 岡藤誠                     | 2023年12月2日  | 土曜日 | |
| 奏のララ                                         | 西宮瑠花        | -                          | 2023年12月19日 | 火曜日 | |
| 都市伝説が殺ってくる                             | 米田旦人        | -                          | 2024年1月18日  | 木曜日 | |
| ちくわ戦記～俺のカワイイで地球侵略～             | ブブ            | -                          | 2024年1月29日  | 月曜日 | |
| 推し活デッドライン                               | 佐倉えび        | -                          | 2024年3月22日  | 金曜日 | |
| 婚活マッチトゥザフューチャー                     | 輪立さく        | -                          | 2024年7月13日  | 土曜日 | |
| 日日是罪日～義兄と私の不倫日記～                 | 可惜夜季央      | -                          | 2024年9月26日  | 木曜日 | |
| 能ある夫人は離縁届けを叩きつける                 | 桃月はち        | COMIC ROOM                 | 2024年10月16日 | 水曜日 | LINEマンガと3ヵ月遅れの連載                                                                              |
| これって愛なんですか？                           | 鈴音ことら      | -                          | 2024年10月24日 | 木曜日 | |
| ごくまま～極道だったオレがママになった話～       | sonno           | 瀬乃あり                   | 2024年10月26日 | 土曜日 | |
| デストらないで！妹めろちゃん                     | せうゆプリン    | -                          | 2024年10月29日 | 火曜日 | |
| 電騎装鋼ライジン                                 | 木根ヲサム      | -                          | 2024年11月3日  | 日曜日 | |
| 鶴子はまだ四十五だから！                         | 邑咲奇          | COMIC ROOM                 | 2024年11月6日  | 水曜日 | |
| 日陰者でもやり直していいですか?                  | ゆうち巳くみ    | -                          | 2024年11月9日  | 土曜日 | |
| ファミリー・ショー                               | 松尾あき        | -                          | 2024年11月11日 | 月曜日 | |
| パーフェクトグリッター                           | をのひなお      | -                          | 2024年11月15日 | 金曜日 | |
| ビリオン ブレイク                                | 武田五三        | 根本大                     | 2025年1月18日  | 土曜日 | |
| 顔整いには理解らない                             | 柏崎殻          | -                          | 2025年1月31日  | 金曜日 | |
| 異世界魔喰～王国に捨てられた魔物喰らいの叛逆譚～ | 喜多正直        | -                          | 2025年2月4日   | 火曜日 | |
| 化物JKミクロちゃん!                              | 加角遠          | COMIC ROOM                 | 2025年2月13日  | 木曜日 | |
| ハピネス 願望成就アプリ                          | 悠木星人        | -                          | 2025年2月17日  | 月曜日 | |
| センセイ、魔王を殺して                           | 山下文吾        | -                          | 2025年3月29日  | 土曜日 | |
| ブレイクニューワールド                           | 宇津江広祐      | -                          | 2025年6月6日   | 金曜日 | |
| 要注意彼女 夢見ちゃん                            | 豚箱ゑる子      | -                          | 2025年6月15日  | 日曜日 | |
| ヤクザはサウナに入れますか?                      | 奥村じーたろー  | 草下シンヤ COMIC ROOM      | 2025年6月26日  | 木曜日 | |
| リア小姓                                         | 羽山まなぶ      | -                          | 2025年6月27日  | 金曜日 | |
| Mommy~復讐の条件~                                | 青木ぶる        | -                          | 2025年7月29日  | 火曜日 | |
| 弱男 -僕とモラ妻-                                | 田辺チカ        | -                          | 2025年8月2日   | 土曜日 | |
| 飛んでけ聖剣                                     | ヴィコ          | -                          | 2025年8月10日  | 日曜日 | |
| あの日から、答えはすべて君になった。             | すめしお        | -                          | 2025年8月19日  | 火曜日 | |

### 休載中
| 作品名   | 作者（作画） | 原作など | 開始日        | 備考                          |
| -------- | ------------ | -------- | ------------- | ----------------------------- |
| キズとも | ダム穴       | -        | 2024年8月20日 | 2025年4月15日以降、不定期連載 |

### 過去の連載作品
- アークディア（Ryota-H）
- あいどるスマッシュ!（TNSK）
- アイドルマスター シンデレラガールズ After20 (漫画：半二合、原作：バンダイナムコエンターテイント、料理・酒監修：T.I.Planning) (2017年12月23日 - 2023年12月22日、2024年6月28日)
- アイドルマスター シンデレラガールズ U149(漫画：廾之、原作：バンダイナムコエンターテインメント)(2016年10月15日 - 2024年11月23日)
- アカデミックSOS(まつかわ)(2022年10月3日 - 2024年3月18日)
- 明日、私は誰かのカノジョ (をのひなお) (2019年5月3日 - 2023年11月10日、2024年2月16日)
- あっ、次の仕事はバケモノ退治です。 (漫画：市村基、シナリオ&原案協力：Zoo、原作：COMIC ROOM)(2019年4月25日 - 2024年11月16日)
- あなたは私におとされたい （作画：梅涼 、原作：宮口ジュン、COMIC ROOM）（2021年2月2日 - 2024年7月2日）
- Alive （桃井ゆづき）（2024年2月13日 - 2025年3月18日）
- イグナイトエイト（Ryota-H）
- 異世界カウント2.99 ―転生したからここから最強の団体を目指す―（木村裕一）（2021年9月25日 - 2024年3月27日）
- 異世界で神様になったので、だいたい何でもできる!! (高成利季) (2019年1月2日 - 2020年12月9日)
- 異世界日本〜暗殺一家の三男は異界化した日本で無双する～(中村優児、COMIC ROOM)(2022年8月11日 - 2023年10月12日)(コミックシーモアと同時連載)
- いわかける! -Climbing Girls-（石坂リューダイ）（2017年12月5日 - 2019年5月25日）
  - いわかける!! -Try a new climbing-（2019年6月8日 - 2021年3月20日）
- ウマ娘 プリティーダービー ハルウララがんばる！(2016年5月8日 - 2016年9月11日)（原作：Cygames、作画：皇宇（ZECO）、ネーム：中山かつみ）
- うまよん (漫画：熊ジェット 、原作：Cygames、コンテ：伊藤仁) (2016年3月30日 - 2021年1月15日) (創刊前に開始)
- エドデッド(山下文吾)(2022年1月26日 - 2024年9月18日)
- 恐れ -令和怪談-（川上十億）（2022年8月14日 - 2024年11月3日）
- 俺と兄弟の恋愛戦争(櫻井あつひと) (2022年10月27 - 2023年5月25日)
- 革命のタクト（戸谷ケイゴ）（2023年10月22日 - 2025年2月23日）
- 賭龍 （山本神話）（2024年2月23日 - 2025年1月10日
- 歌舞伎町ブルー フィルムの花嫁（田中文）（2019年5月6日 - 2019年11月11日）
- かみさまのいる景色（水月とーこ）
- かみさまの贖罪(大塚素)(2022年12月2日 - 2024年2月23日)
- カワイロステップアップ（すめしお）（2019年1月31日 - 2019年5月2日）
- 感受点（作画：文野紋、原作：いつまちゃん）（2023年9月10日 - 2024年7月1日）月1回連載
- 君と僕のホールシェア（灰二）
- 君に染まるモノクローム（夜墨リョウ）（2021年8月18日 - 2023年4月19日）
- 君に足りないのは筋肉だ!（大石ワタル）（2019年5月23日 - 2020年4月23日）
- 君の名は。 Another Side:Earthbound（漫画：中村ジュンヤ、原作：加納新太、原案：新海誠）
- 京で男は嘘をつく（青木ぶる）（2024年6月25日 - 2024年12月3日）（連載中止）
- クールでオタクな後輩女子が気になる（鹿目）（2019年5月13日 - 2019年10月28日）
- GGWP!  ―グッドゲームウェルプレイド!―（ナカシマ）（2019年1月8日 - 2022年6月14日）
- グランブルーファンタジー（作画：cocho、コンテ：楓月誠）（2016年5月8日 - 2019年12月15日）
- グレイテスト・アンダードッグ 500億の稼ぎ方（山本神話）（2021年2月24日 - 2023年1月4日）
- 結婚してよ、和仁くん（イララモモイ)(2023年10月16日)（読切）
- ケモノギガ（小石ちかさ）（2018年12月29日 - 2020年10月10日）
  - 獣攻遊撃隊アカツキ（2021年3月27日 - 2021年7月17日）（連載中止）
- 恋するはぐるま（日月アスカ）
- 恋はオタ活のあとで（ごまくろ）（2018年12月14日 - 2019年7月12日）
- 黒影のジャンク(中尾拓矢)(2017年5月7日 - 2025年5月9日)
- 黒魔無双～堕ちた聖騎士と復讐の黒魔術士～(石澤寛伎、COMIC ROOM) (2022年7月26日 - 2024年6月25日)(コミックシーモアと同時連載)
- 蟲毒の雀士(杉浦リョウ) (2023年1月22日 - 2024年4月4日)
- この裏アカ、先生でしょ?(奈樫マユミ)(2022年7月20日 - 2024年11月6日)
- 婚約者と三人の元カレ（虹村アコ）（2022年8月6日 - 2023年5月6日）(COMIC ROOM、コミックシーモアと同時連載）
- 最強無双の異世界機兵-アルカンシェル-（日月アスカ）（2020年8月27日 - 2021年5月13日）
- さよならの朝に約束の花をかざろう（原作：Iorph、漫画：佐藤ミト）
- サラリーマン TAKE2(漫画:羽柴キヨノブ、原作:COMIC ROOM) (2022年12月6日 - 2023年12月4日)
- さんごくし。（グラタン鳥）
- シグナルレッド-弩級の赤-（福成冠智）
- シスコン兄とブラコン妹が正直になったら（葉乃はるか）（2017年11月27日 - 2019年12月22日、2020年4月26日）
- 渋谷第6屍防衛隊 （染野静也）（2024年7月5日 - 2025年3月21日）
- SHADOWVERSE ありさデュエルバース（原作：Cygames、漫画：邪武丸）（2016年6月2日 - 2018年12月27日）
- 週末おそろいワンごはん（さだうおじ）
- 14歳とイラストレーター（原作：むらさきゆきや・溝口ケージ、作画：Kamelie）
- SHOWTIME!!(泉名陽)(2024年7月28日 2025年6月1日)
- 少女巡礼（にしお栞）
- 神撃のバハムート TWIN HEADS（原作：Cygames、作画：Ryota-H）（2016年8月23日 - 2017年8月20日）
- 神撃のバハムート マナリアフレンズ（原作：Cygames、作画：水田ケンジ）（2016年5月8日 - 2017年11月26日）
- 神撃のバハムート ミスタルシアサーガ（原作：Cygames、漫画：近藤るるる）
- 真説ゲームクリエイター伝（ネーム：加藤礼次朗、漫画：吉田健二）
  - 吉田明彦編（2019年1月13日 - 2019年2月10日）
  - ヨコオタロウ編（2021年2月21日 - 2025年6月29日）
- シンパチ -西郷の右腕-（武田五三）（2019年1月1日 - 2019年5月14日）
- STARTING GATE! -ウマ娘プリティーダービー-（原作：Cygames、漫画：S．濃すぎ）（2017年3月25日 - 2019年11月23日）
- 青嵐のエース (作画：武田五三、原作：根本大・Cygames）（2019年7月25日 - 2023年10月26日）
- せせらぎ荘のこころちゃん（そらあお）
- 絶頂武闘伝バルト -バカでもなれる人類最強-（川上十億）（2020年1月21日 - 2021年6月8日）
- それでも彼らは嘘をつく（むらきたまりこ）
- ゾンビランドサガ （原作：広報広聴課ゾンビ係、漫画：空路恵）（2018年10月8日 - 2021年5月25日）
- 待機列ガール（凪庵）
- 第三の召喚師 （Ryota-H）（2021年4月9日 - 2021年10月15にち）
- 大正殉愛 金魚撩乱（原作：岡本かの子、漫画：ヨシカズ）（2019年5月21日 - 2020年2月18日）
- DMD -ダムド-（ツナミノユウ）（2019年5月12日 - 2019年11月24日）
- だらけハヤブサとだらだら生活（川上十億）（2018年12月31日 - 2019年5月6日）
- 誰も教えてくれない友達を作る100の方法（うにちり）（2019年5月10日 - 2020年3月27日）
- 超時空要塞マクロス THE FIRST（原作：スタジオぬえ『超時空要塞マクロス』、作画：美樹本晴彦）（連載休止[7]）
- 追放皇子の帝位奪還 (ボビー大澤、COMIC ROOM)(2023年7月29日 - 2025年4月5日)
- 付き合えなくていいのに(イララモモイ)(2022年8月22日 - 2024年12月2日)
- テアトル最終回（ドリヤス工場）
- TRPGカフェへようこそ（槻山なみき）
- 東京深夜少女(漫画：もてぃま、原案：輪千ユウ、取材協力：サキュバスカフェシーシャ ABYSS 歌舞伎町店)(2022年1月7日 - 2024年11月15日)
- ドラガリアロスト（原作：Cygames、作画：藤村あゆみ）（2019年1月、連載中止）
- 泣かないで 魔王ちゃん（エンチ）（2018年1月 - 2019年9月）
- 255の5コマ（255）
- ネノちゃんは××したい!!（すめしお）（2019年10月30日 - 2021年7月28日）
- ハート&ハッスル （作画：奥村じーたろー、原作：アレックス松山、COMIC ROOM）（2023年2月18日 - 2025年1月25日）
- ハデスさまはお気の毒さま（高松翼）
- 母を殺す（鳳凰院翔）（2023年8月21日 - 2024年5月6日）（ヤンマガWebへ移籍）
- バリボー! （岡藤誠）（2019年7月23日 - 2022年2月8日）
- B-TRASH!!（夏目義徳）
- ヒナ 値付けされた子役たち (鈴音ことら) (2019年1月24日 - 2024年8月15日)
- VS EVIL（四方山貴史）（2018年12月4日 - 2019年9月8日）
- 不死の楽園 -13人の異能-（冬坂あゆる）（2019年4月28日 - 2022年4月10日）
- ふたりモノローグ（ツナミノユウ）（2016年10月15日 - 2018年12月1日）
- ブラザーフッド（村上よしゆき）
- 屍者管理局 ブラッドサーヴァント（山本神話）（2019年5月29日 - 2020年4月22日）
- プリコネ！ -PRINCESS CONNECT!-（原作：サイバーエージェント/Cygames、漫画：ヱシカ/ショーゴ、構成：かかし朝浩）
- プリンセスコネクト!Re:Dive（原作：Cygames、漫画：ヱシカ/ショーゴ、構成：かかし朝浩）（2018年2月18日 - 2018年12月23日）
- プリンセスに転生したけどあまりに向いてないのでひきこもります（槻山なみき）（2019年6月15日 - 2020年1月11日）
- BLUES SPRINTER （作画：内田裕人、原作：大沼隆揮）（2023年12月10日 - 2024年5月26日）
- 彷牢のハイジ（狩野恵輔）（2019年8月9日 - 2020年2月9日）
- 宝灯堂機譚（佐々木尚）
- 先生と生徒は、愛を知らない。 (神谷モサコ) (2023年11月7日 - 2025年5月20日)
- 本能寺の娘 戦国一不幸な姫に転生しました(藤田曇)(2022年12月10日 - 2024年10月1日)
- マージナル・オペレーション前史 遙か凍土のカナン（原作：芝村裕吏、漫画：橋本晴一）
- 来世のお越しを!（鈴音ことら）（2017年10月19日 - 2019年1月24日、2022年11月24日）
- まさかな恋になりました。 （邑咲奇、COMIC ROOM）（2021年4月1日 - 2024年5月2日）
- マンガプロジェクト「MASKMEN」タイトル[8]
  - シャーリー 私を守る君を、守りたいから。（ほろばいさ子）（2020年3月3日 - 2022年10月18日）
  - SHADOW NEWT 再生能力で目指すS級最強!（作画：大寺義史、脚本・演出：坂本裕次郎）（2020年3月2日 - 2020年12月28日）
  - JACK FOX キツネ男と鋼鉄の女（ASIWIN）（2020年3月4日 - 2021年1月13日）
  - レッドマスク -The first MASKMEN-（原案協力：若木民喜、作画：坂本裕次郎、シナリオ：Zoo）（2021年3月1日 - 2021年11月29日）
- 群れなせ!シートン学園（山下文吾）（2016年5月8日 - 2021年5月26日）
- メテオノーツ（都尾琉）（2020年4月10日 - 2021年5月7日）
- 恋愛したくないわけじゃないけど（縞野やえ）
- やまんば飯（こばらゆうこ）（2018年12月21日 - 2019年6月28日）
- 妖怪ごはん（十凪高志）
- リプライズ 2周目のピアニスト（輪立さく）（2022年4月23日 - 2023年7月22日）
- re:take（すめしお）（2022年9月23日 - 2024年6月14日）
- 龍と極北（矢倉千圓、監修：村中秀史六段）（2019年1月26日 - 2019年5月11日）
- RENAISSANCE OVERKILL（ボビー大澤）（2018年12月30日 - 2021年8月16日）
- Y田の伝説 （作画：奥村じーたろー、原作：羽柴キヨノブ、COMIC ROOM）（2020年9月30日 - 2022年8月3日）
- ワイルドクォーター（戸谷ケイゴ）（2021年2月13日 - 2022年9月24日）
- 私のちいさなお姫さま。（原悠衣）（読切）
- ワライヒメ（水無月徹）（2020年2月25日に、KADOKAWAより単行本化[9]）

## 映像化作品

### アニメ化
| 作品                                     | 放送年 | アニメーション制作              |
| ---------------------------------------- | ------ | ------------------------------- |
| 群れなせ!シートン学園                    | 2020年 | Studio五組                      |
| いわかける! -Climbing Girls-             | 2020年 | BLADE                           |
| 異世界美少女受肉おじさんと               | 2022年 | OLM Team Yoshioka               |
| アイドルマスター シンデレラガールズ U149 | 2023年 | CygamesPictures                 |
| ちくわ戦記～おれのカワイイで地球侵略～   | 2025年 | Imagica Infos Imageworks Studio |

### テレビドラマ化
| 作品                               | 放送年             | 制作                          |
| ---------------------------------- | ------------------ | ----------------------------- |
| ふたりモノローグ                   | 2017年             | AbemaTV                       |
| 今どきの若いモンは                 | 2022年             | WOWOW                         |
| 明日、私は誰かのカノジョ           | 2022年（Season 1） | メディアミックス・ジャパン    |
| 明日、私は誰かのカノジョ           | 2023年（Season 2） | スタジオブルー                |
| あなたは私におとされたい           | 2023年             | レプロエンタテインメント ダブ |
| バツイチがモテるなんて聞いてません | 2023年             | ホリプロ                      |
| 恐れ -令和怪談-                    | 2024年             | 「恐れ」政策委員会            |

### ショートドラマ化
| 作品                   | 配信年 | 制作 |
| ---------------------- | ------ | ---- |
| 付き合えなくていいのに | 2024年 |      |
| すきだから、だよ       | 2025年 |      |
| 推し活デッドライン     | 2025年 |      |
| 奏のララ               | 2025年 |      |

## 単行本レーベル

### サイコミ (講談社)
講談社と業務提携の下、2017年7月 - 2020年4月に「サイコミ」レーベルにて発売。「グランブルーファンタジー」1巻は初版40万部を突破し、「アイドルマスター シンデレラガールズ U149」1巻は予約殺到のために発売前重版が決定と好調な滑り出しを見せていた。サイコミ×裏サンデーレーベルの始動に伴い、サイコミレーベルは一旦絶版。

### サイコミ×裏サンデー
2019年4月より、小学館との業務提携で発売しているレーベル。『裏サンデー』（小学館）の編集長である石橋和章が2018年4月頃よりアドバイザーとして参画している。過去の作品は全て新装版とリニューアルし、電子書籍と一部作品は紙書籍で販売をしている。このレーベルは『私がわたしを売る理由』が最後の作品となった。

### サイコミ (双葉社)
双葉社との業務提携で2022年10月27日以降、サイコミレーベルは復活した。

### サイコミ×アクション
2022年10月より、双葉社との業務提携で発売しているレーベル。「バツイチがモテるなんて聞いてません」「黒魔無双」「異世界日本～暗殺一家の三男は異界化した日本で無双する～」のコミックス（紙書籍のみ）が発売された。

### サイコミ (小学館)
『リプライズ 2周目のピアニスト』の連載開始に伴い、2022年11月30日以降、サイコミレーベルとして続行。

### その他
2020年5月27日より、一迅社のREXコミックスで「今どきの若いモンは」の新装版コミックス（紙書籍のみ）が発売された。